# Gurami czekoladowy
Gurami czekoladowy, czekoladowiec malajski (Sphaerichthys osphromenoides) – słodkowodna ryba z rodziny guramiowatych. 

## Występowanie
Sumatra, Borneo i Półwysep Malajski.

## Charakterystyka
Ryba spokojna, wrażliwa, łatwo zapadająca na różne choroby, zwłaszcza spowodowane pasożytami. Nie jest polecana początkującym akwarystom. Wymaga zbiornika gęsto obsadzonego roślinami, również pływającymi, rozpraszającymi światło, z licznymi kryjówkami wśród korzeni i kamieni. Wskazane ciemne podłoże z domieszką torfu. Woda musi być czysta, miękka i kwaśna, często odświeżana i dobrze filtrowana. Wysokości lustra wody 15–20 cm.
Czekoladowiec dorasta do 5–6 cm długości. Jest gębaczem.

## Dymorfizm płciowy
Płetwa odbytowa samca ma jasną obwódkę. 

## Warunki w akwarium
| Zalecane warunki w akwarium | Zalecane warunki w akwarium                |
| --------------------------- | ------------------------------------------ |
| Zbiornik                    | średni                                     |
| Temperatura wody            | 24–30 °C                                   |
| Twardość wody               | miękka 2–8°n                               |
| Skala pH                    | 4,5–6,5                                    |
| Pokarm                      | żywy: rozwielitki, solowce, larwy muchówek |

## Rozmnażanie
Ikra w liczbie około 40 sztuk jest przez samicę inkubowana w pysku. Po wykluciu się młodych i opuszczeniu pyska samicy młode nie podlegają już jej opiece. 